# 129333 Ashleylancaster
129333 Ashleylancaster è un asteroide della fascia principale. Scoperto nel 2005, presenta un'orbita caratterizzata da un semiasse maggiore pari a 3,0787120 UA e da un'eccentricità di 0,1928104, inclinata di 1,35674° rispetto all'eclittica.